# Jean Léchelle
Jean Léchelle, oder Jean Leschelle (* 2. April 1760 in Puyréaux (heute Département Charente); † 11. November 1793 in Nantes) (Loire-Atlantique), war ein französischer Général de division der französischen Revolutionsarmee, der bei der Bekämpfung des Aufstandes in der Vendée eingesetzt war.

## Karriere
Er diente von 1778 bis 1788 als Waffenmeister (Maître d’armes) im Régiment de Rouergue in Saintes.
Als die Französische Revolution ausbrach ließ er sich in die Garde nationale von Charente-Inférieure einschreiben, wo er am 17. Oktober 1791 zum „Lieutenant-colonel en premier“ (Erster Oberstleutnant) im „1er bataillon de volontaires de la Charente“ (1. Freiwilligenbataillon der Charente) ernannt wurde. Obwohl er einen nur geringen Bildungsstand besaß, wurde er am 17. August 1793 zum Général de brigade befördert.
Vom Kriegsminister Jean Baptiste Noël Bouchotte protegiert, wurde er am 30. September 1793 bereits zum Général de division befördert. Gleichzeitig wurde ihm das Oberkommando über die zusammengelegte „Westarmee“ (Armée de l’Ouest) und der „Armee der Küste von La Rochelle“ (Armée des côtes de La Rochelle), die Mainzarmee (Armée de Mayence) und den Streitkräften von Loire-Inférieure der „Armee der Küste von Brest“ (Armée des côtes de Brest) übertragen.
Seine Truppen, zu denen auch die Generäle Jean-Baptiste Kléber und François Séverin Marceau gehörten, siegten am 17. Oktober 1793 in der Zweiten Schlacht bei Cholet. Gemäß den Anweisungen des Wohlfahrtsausschusses und den Erlassen des Nationalkonvents zerstörte er die von ihnen durchquerten Gebiete völlig. Während der Virée de Galerne nördlich der Loire vorbeikam, wurde er am 26. Oktober in der Schlacht bei Entrammes in der Nähe von Laval geschlagen und verlor dabei mehr als viertausend Männer. Von seinen eigenen Soldaten beschimpft, wurde er von den politischen Kommissaren (Représentants en mission) angeklagt. Merlin de Thionville ließ ihn verhaften und nach Nantes bringen. Dort unter Arrest gestellt, starb er am 11. November 1793 aus ungeklärten Umständen (möglicherweise Selbstmord durch Gift).

## Zeitgenössische Ansichten
„Der Wohlfahrtsausschuss hielt Léchelle für befähigt, die notwendige Kühnheit und die Talente aufzubringen, die notwendig waren, um diesen zu langen und grausamen Krieg zu beenden. Es findet sich jedoch, ohne Übertreibung, ein Zeugnis das ihm von denen ausgestellt wird, die es wahrhaftig bestätigen können. Er war der feigste Soldat, der schlimmste Offizier und der ignoranteste Führer, den wir je gesehen hatten. Er kannte die Karte nicht, konnte kaum seinen Namen schreiben und hatte sich nicht einmal den Kanonen der Rebellen genähert; mit einem Wort, nichts konnte mit seiner Feigheit und Ungeschicklichkeit, seiner Arroganz, seiner Brutalität und seiner Sturheit verglichen werden.

Jean-Baptiste Kléber“

.
(Nach Pierre Gréau war Kléber an der Niederlage in der Schlacht bei Entrammes mitschuldig, er hatte die Befehle von Léchelles nur unvollständig oder zu spät ausgeführt und so zur Niederlage nicht unerheblich beigetragen.)